# Władysław Langner
Władysław Aleksander Langner (né le 18 juin 1896 à Jaworów près de Lwów, mort le 28 septembre 1972 à Newcastle upon Tyne) est un général de l’armée polonaise (général de division) qui s’illustra à la bataille de Lwów.

## Biographie
Sa carrière militaire commence en 1920 où il commande le régiment de Bytom. Il est alors lieutenant-colonel. Il commande ensuite le 40e régiment, puis la 12e division d’infanterie. Il passe ensuite à des fonctions au ministère de la guerre, chef du bureau principal de l’administration, vice-ministre de la guerre, chef de l’administration de l’armée.
Nommé général de brigade, il commande successivement la région du 4e Corps (Łódź), puis du 6e Corps (Lwów).
Pendant la campagne de Pologne (1939), il assure l’organisation de la défense de Lwów. Le 12 septembre débute la Bataille de Lwów. Il passe le commandement au général Franciszek Sikorski. Il assure les négociations sur les conditions de la capitulation avec les Soviétiques et effectue un déplacement en avion à Moscou en compagnie de son chef d’état-major, le colonel Bronisław Rakowski. De retour de Moscou, il parvient à gagner la France, via la Roumanie. Il rejoint l’armée polonaise en France. À l’armistice, il passe au Royaume-Uni. Il y exercera différents commandements : 3e brigade de chasseurs en Écosse, membre du Tribunal militaire, Inspection de la formation militaire des forces polonaises au Royaume-Uni.
À partir de novembre 1945, il reste à la disposition du chef de l’état-major polonais, le général Stanisław Kopański.
À sa démobilisation, il se retire au Pays-de-Galles où il gère une ferme. En 1964, il est nommé général de division.

## Honneurs et distinctions
- Croix d'argent et Croix d'or dans l'Ordre militaire de Virtuti Militari
- Croix d'Officier dans l'Ordre Polonia Restituta
- Décoré de la Croix de l'indépendance
- Croix de la Valeur (quatre fois)
- Croix d’or du mérite